# うちゅう人 田中太郎
『うちゅう人 田中太郎』（うちゅうじん たなかたろう）は、ながとしやすなり作のギャグ漫画。および、それを原作としたアニメ・ゲーム作品。

## 概要
『月刊コロコロコミック』（小学館）の1998年8月号から2004年9月号、および『別冊コロコロコミック』（同）の2000年6月号から2004年8月号まで連載されていた。
『ハイパーコロコロ』と『コミックGOTTA』創刊号には中学生編の番外編が掲載された。コミックスでは第2巻のその六、その七に収録。
第45回（平成11年度）小学館漫画賞受賞。
2018年6月、『コロコロアニキ』（同）夏号にて、『うちゅう人田中太郎 ベストセレクション』の発売を記念して、最終回の続きが描かれた読み切りを掲載。
2022年、『コロコロイチバン!』（同）12月号より『3年3組田中太郎』のタイトルにて復活を果たす。同号より連載が開始されている。

## あらすじ
ある日地球の小学校に生徒としてやってきた宇宙人、田中太郎がタカシたちを巻き添えに大騒動を巻き起こす。

## 登場キャラクター

### 主人公
田中 太郎（たなか たろう）
声 - パンチUFO
本作の主人公。戸成小学校に突然転校してきた謎の宇宙人。地球から200光年離れたギャラクティカ星雲第15惑星マグナーム出身。頭にツノが生えていて、いつもオレンジ色のTシャツに赤文字で「た」と書かれた服を着ている。背中のハンドルを回すと尻からカプセルが出てくる、腕が伸ばせる（ただし制限があり、最終回近くではあと1回しか伸ばせなくなり、最後の1回はもっと大事な時に伸ばしたいと考えていた）、頭部が交換できて、色々な表情の頭部を持っている、他人の顔を美顔に変える、一人で複数人の太郎隊に変身など、人間離れな行動が多い。一石二鳥のことを、一つの石と二つの鳥と勘違いしている。一人称は「ぼく」。
上記の性質から、「本当はロボットではないか」という説もあり実際にタカシも2つ目の読みきりでそのようなことを口にしている。学校の成績は優秀。
タカシのことを毎回振り回しているが、本気で「親友である」「友情も感じている」と劇中で度々言及している。
家族は兄、妹、祖父など多く登場しているが、両親はなぜか1人で頭を回転させて父親と母親を切り替えている。しかしコミックス12巻その四では父親と母親は別々に登場していた。
最終回では故郷のファントム小学校に転校するため花子たちと共に宇宙へ帰っていき、腕を伸ばして不良に袋叩きにされるタカシを助けた後、「ぼくたちはずっと友達です」と残し別れを告げた。
原作では非常に無口で言葉を発するシーンは少ないが、アニメでは片言で話すシーンが多い。

### 戸成小学校
堀町 タカシ（ほりまち タカシ）
声 - 松本さち
どこにでもいそうな普通の少年。比較的常識人で太郎に対する突っ込み役。太郎に振り回され巻き起こす騒動にいつも巻き込まれており、時には自分を振り回す太郎に激怒し、心にも無い暴言を吐いて突き放してしまうこともあるが、後になって太郎を傷つけたことを反省するなど、太郎のことは本気で親友だと思っており、なんだかんだで気が合う。成績は太郎とは対照的にあまりよくないが、足は速い。また、エロ本を部屋に隠し持っている。早とちり癖があり、1話に数回は必ずと言っていいほど太郎（またはその仲間たち）の行動を早とちりしている。なお、一度だけ太郎隊のキ太郎になったことがある（理由はキ太郎が風邪をひいたため）。誕生日は8月8日（コミックス12巻その五より）。一人称は「オレ」。
最終回で自身が風邪を引いて休んでいた翌日に太郎が宇宙に帰っていたことを知った時は、当初はいつものギャグだと思い信じていなかったが、きょう子の話を聞いて本当であることを確信し、転校の理由も自身が吐いた暴言が原因だと思い込んでいた。その後はかつて太郎が主宰していた部活、元太郎部の部室に届けられたメッセージビデオを見て、かつて太郎が住んでいた家を訪れるも家は売り家になってしまっておりショックのあまりに完全に覇気がなくなり、担任にも「気が抜けている」と叱られていた。その後、担任の先生から出されていた将来の夢の作文で思い悩んでいたところ、宇宙人を侮辱した不良に怒りケンカを仕掛けるほどに激怒したが返り討ちに遭ってしまい、こんな時太郎がいつもなら悪ふざけに見えて笑いやギャグを演じることで助けてくれていたことに気づく。その後絶体絶命のピンチに陥るも、太郎が「もっと大事な時に伸ばしたい」と言っていた彼の腕が宇宙から助けに現れ救われる。宇宙へと帰っていく太郎の腕を涙ながらに見送り、将来は宇宙飛行士となり太郎ともう一度会うことを決心した。
『コロコロアニキ』に掲載された特別編では、それから15年間努力の末に宇宙飛行士になり、太郎の故郷の惑星にて太郎と再会した。
浅田 きょう子（あさだ きょうこ）
声 - 西村ちなみ
タカシのクラスの人気者。普段は優しいが怒ると怖く、タカシや太郎に逆ギレして八つ当たりすることも。
原作初期はウェーブがかったセミロングヘアだったが、後にストレートヘアーになっていた（アニメではツインテールになっている）。また、初期は人気も高く、タカシも当初は彼女に好意を寄せデートにも誘っていたが、後期からは出番が少なくなり、タカシは彼女を意識しなくなっていった。
将来、太郎と結婚しタロスケという名の子供が登場したことがあるが、後に花子が登場したためこの設定は破棄された。
松野内 ユタカ（まつのうち ユタカ）
声 - 氷青
タカシのクラスメイトである友人。おっとりしたのんびり屋で食いしん坊。ほとんど脇役なので漫画ではセリフも少なく、名前自体も初期は設定されていなかった。アニメでは比較的に出番が多い。
先生（せんせい）
声 - 森久保祥太郎
タカシのクラスの担任教師。おやじギャグが趣味で生徒からのウケは悪いが太郎には大うけしている。
校長先生
声 - 土屋利秀
戸成小学校の校長。原作では厳格な顔つきで出番は少ないが、アニメでは常に笑顔を絶やさない大らかな性格で出番が増えている。また、太郎の手腕によって若々しい長身の美形に変身したことも。

### 宇宙人
ジェームズ（カエル）
太郎のいとこのカエル型宇宙人。生態もハエが好物だったり幼年期がオタマジャクシだったりとカエルそのものだが、水が苦手だというカナヅチ。太郎と同様に家族が何人もいる。
ラーメン屋のおじさん
ラーメン屋・「UFOラーメン（ユーフォーラーメン）」の店主。円盤に乗ってあらゆる場所からラーメンを届けたり、お店を出す神出鬼没の宇宙人。おじさんの作るラーメンは太郎やジェームスの大好物。
メチャワル星人（メチャワルせいじん）
声 - 堀内賢雄
「メチャワル星」から「地球を破壊するためにやってきた」宇宙人。語尾に「〜メチャ」を付ける。太郎に宇宙船を壊されたので地球に留まることになった。名前でいうほど性格は悪くなく、どちらかというと善良。
当初は1回のみの登場予定だったが、人気が出たため中期にかけて何度か登場した。最終話でも一コマのみ登場。『ミラクルボール』の特別編にも一度だけ出たことがある。
タロタカマン
太郎とタカシがカンチョーし合うことで互いの友情パワーが駆け巡り合体する友情戦士のはずだが、太郎だけ何らかの手段で逃げている。コミックス5巻のみ登場。
田中 花子（たなか はなこ）
太郎の妻で、8巻から登場。人間の股間を見るとビビる。
最初の読みきり漫画のオチでは同姓同名の人物が登場する。また、太郎の代わりの転校生として入学したこともあった。設定的にアニメには未登場。
田中 一郎（たなか いちろう）
太郎と花子の間に生まれた男の子。9巻から登場。桁外れの怪力の持ち主。花子同様設定的にアニメには未登場。
田中 二郎（たなか じろう）
同じく、太郎と花子の間に生まれた一郎の兄弟。兄弟は他にも多くいる。花子、一郎同様設定的にアニメには未登場。
太郎隊（たろうたい）
スーパー戦隊シリーズのパロディ。太郎が「変身!」の掛け声で5人に分裂、変身した姿。初期はアカ太郎、アオ太郎、キ太郎、ミド太郎、ピンク太郎の5人だったが、実は茶太郎、紫太郎、ブラック太郎などがおり全20人であったことが判明する。5人の頃は登場するもほとんど役に立たない存在で、他の15人は脇役として登場することがほとんどだった。
ジェームズ隊（ジェームズたい）
太郎隊に対抗して作られた5人組。太郎隊と同じくほとんど役に立たない。
田中 犬郎（たなか いぬろう）
太郎から主役の座を奪うため宇宙からやってきたが、戦いに敗れたため結局主役の座は太郎が守った。コミックス10巻で1話だけ（その五）の登場。
最後はタカシから脇役の座を奪おうとしていた（名前は反町ダカシ）。

### アニメオリジナル
以下5名はいずれも原作漫画では未登場。
マサミ
声 - 大野佐和
リエの友人にしてツッコミ役。ボーイッシュで男勝り。
リエ
声 - おみむらまゆこ
マサミの友人。眼鏡をかけた天然ボケの少女。
ユウジ
声 - 間宮くるみ
嫌味っぽい顔をした博学の少年。金持ちの御曹司でテストも満点。
ゴージャスあいこ
声 - 池澤春菜
センスの悪い人形を集めるお嬢様。わがままで高飛車な性格で、太郎とは張り合っている。クレジットでは「お嬢様」と表記されている。
教頭先生
声 - 加藤優子
戸成小学校の教頭。常に校長先生に付き添っている。シニヨンヘアで眼鏡をかけたスタイル抜群の女性。遅刻したタカシを叱るなど、教育には厳しい性格。
謎の外国人（なぞのがいこくじん）
声 - 堀内賢雄
やたらと道を聞いてくる神出鬼没の男。本当に外国出身なのかは謎。

## 書誌情報
- ながとしやすなり『うちゅう人田中太郎』小学館〈コロコロコミックス〉、全14巻
  1. 1999年3月27日発売[4]、ISBN 4-09-142661-1
  2. 1999年8月28日発売[4]、ISBN 4-09-142662-X
  3. 2000年3月28日発売[4]、ISBN 4-09-142663-8
  4. 2000年7月28日発売[4]、ISBN 4-09-142664-6
  5. 2000年12月25日発売[4]、ISBN 4-09-142665-4
  6. 2001年5月28日発売[4]、ISBN 4-09-142666-2
  7. 2001年11月28日発売[4]、ISBN 4-09-142667-0
  8. 2002年3月28日発売[4]、ISBN 4-09-142668-9
  9. 2002年8月28日発売[4]、ISBN 4-09-142669-7
  10. 2003年3月28日発売[4]、ISBN 4-09-142670-0
  11. 2003年11月28日発売[4]、ISBN 4-09-143151-8
  12. 2004年2月28日発売[4]、ISBN 4-09-143152-6
  13. 2004年6月19日発売[4]、ISBN 4-09-143153-4
  14. 2004年10月28日発売[4]、ISBN 4-09-143154-2
- ながとしやすなり『うちゅう人田中太郎 ベストセレクション』小学館〈てんとう虫コミックススペシャル〉、2018年6月12日発売[5]、ISBN 978-4-09-142749-6

## テレビアニメ
2000年4月17日から2001年3月30日に、テレビ東京系『おはスタ』内で放送された。全24話。
2007年1月11日から6月21日までTOKYO MXにて30分版が放送された。
2009年4月から9月まで『おはスタ』内で『伝説のアニメセレクション』の一環として再放送された。
YouTubeの「小学館集英社プロダクションチャンネル」にて、第1話のみ無料配信されている。

### スタッフ
- 原作 - ながとしやすなり「うちゅう人　田中太郎」月刊　コロコロコミック、別冊　コロコロコミック（小学館連載中）[7]
- 監督[8] - 山口頼房[6]
- 企画[9] - 久保雅一（小学館キャラクター企画室）
- 監修 - 東不可止（テレビ東京）
- シリーズ構成 - 土屋理敬[6]
- キャラクターデザイン - 大城勝[6]
- 美術監督 - 吉川洋史
- 色彩設定 - 長野雅美
- 編集 - 森田清次
- 音響制作[10] - HALF H・P STUDIO
- 音響監督[11] - 千葉繁
- 音楽 - 渡部チェル[6]
- 音楽プロデューサー[12] - 吉田隆
- アニメーションプロデューサー[13] - 光延青児、斎藤次郎
- アニメーション制作 - スタジオ雲雀[6]
- プロデューサー - 清水良司
- 製作 - 小学館プロダクション（現・小学館集英社プロダクション）

### 主題歌
オープニングテーマ「タナカ de シュビドゥワ」
作詞 - コンドリア水戸 / 作曲・編曲 - 渡部チェル / 歌 - グッチ裕三
エンディングテーマ「田中太郎のうた」
作詞 - コンドリア水戸 / 作曲・編曲 - 渡部チェル / 歌 - グッチ裕三

### 各話リスト
| 話数 | サブタイトル                              | 脚本     | 絵コンテ            | 演出            | 作画監督      |
| ---- | ----------------------------------------- | -------- | ------------------- | --------------- | ------------- |
| 1    | 転校生田中太郎登場                        | 土屋理敬 | 山口頼房            | 山口頼房        | 大城勝        |
| 2    | 追跡、太郎の家を探せ!!                    | 高柳滋仁 | 高柳滋仁            | 高柳滋仁        | 柳瀬雄之      |
| 3    | 田中太郎の誕生会                          | 植田浩二 | 牛草健              | 牛草健          | 釘宮洋        |
| 4    | 正義の味方太郎隊登場!!                    | 土屋理敬 | 大関雅幸            | 大関雅幸        | 武内啓        |
| 5    | 超ドキドキ 遊園地大作戦                   | 植田浩二 | 斉木久              | 斉木久          | 三浦貴弘      |
| 6    | 底抜け太郎のおとぼけRPG!!                 | 土屋理敬 | 松浦錠平            | 松浦錠平        | 大城勝        |
| 7    | オレがメチャワル星人だメチャ〜!!          | 植田浩二 | 高柳滋仁            | 高柳滋仁        | 柳瀬雄之      |
| 8    | たろう部へ入ろう!                         | 植田浩二 | 肝振勇              | 大関雅幸        | 武内啓        |
| 9    | カードでバンバン! 熱血! お嬢様バトル!!    | 土屋理敬 | 中西伸彰            | 中西伸彰        | 三浦貴弘      |
| 10   | 夏だ! プールで大暴れ                      | 土屋理敬 | 高柳滋仁            | 高柳滋仁        | 小躾太郎      |
| 11   | 太郎の愛と感動の物語                      | 土屋理敬 | 牛草健 桃瀬まりも   | 牛草健          | 釘宮洋        |
| 12   | タカシのちこく脱出大作戦!!                | 植田浩二 | 松浦錠平            | 松浦錠平        | 鈴木大司      |
| 13   | タカシのアルバイト大作戦!!                | 植田浩二 | 牛草健              | 牛草健          | 釘宮洋        |
| 14   | 太郎グッズは私（わたくし）のもの!! 大作戦 | 土屋理敬 | 大関雅幸            | 大関雅幸        | 武内啓        |
| 15   | 探検! モモタロウワールド                  | 植田浩二 | 中西伸彰            | 中西伸彰        | 三浦貴弘      |
| 16   | パワー全開! ラーメン三姉妹!?              | 土屋理敬 | 松浦錠平            | 松浦錠平        | 鈴木大司      |
| 17   | メチャワル星人の逆襲メッチャ!?            | 植田浩二 | 高柳滋仁            | 高柳滋仁        | 古賀誠        |
| 18   | タカシの超シンデレラストーリー!?          | 土屋理敬 | 牛草健 釘宮洋       | 牛草健          | 釘宮洋        |
| 19   | 消えたタカシの謎?                         | 植田浩二 | 山口頼房            | 山口頼房        | 三浦貴弘      |
| 20   | あの日の小さな約束                        | 土屋理敬 | 山口頼房 桃瀬まりも | 山口頼房        | 大城勝        |
| 21   | 太郎ファミリー大集合                      | 植田浩二 | 中西伸彰            | 中西伸彰        | 三浦貴弘      |
| 22   | お嬢様、最後の挑戦!?                      | 土屋理敬 | 山口頼房 桃瀬まりも | 山口頼房        | 大城勝        |
| 23   | ドッキリ! コロノコ探検隊                  | 植田浩二 | 中西伸彰            | 中西伸彰        | 三浦貴弘      |
| 24   | 太郎、太郎、田中太郎!!                    | 土屋理敬 | 桃瀬まりも 釘宮洋   | 山口頼房 釘宮洋 | 大城勝 釘宮洋 |

### 日本国外での放送
- 2007年4月から韓国のtooniverseでも放送が開始された。
- 台湾では『外星人田中太郎』のタイトルで放送。
  - 2006年5月21日から2008年7月18日までにカートゥーン ネットワークで毎週月曜から金曜の14:00 - 14:30（現地時間）に放送。
  - 2015年2月21日から同年3月24日まで、ディズニー・チャンネルでも放送された。毎週月曜から木曜まで19:02 - 20:00（現地時間）に2話まとめて放送。その後、同年7月から8月にかけて再放送もされた。
- 香港では『我的ET同學』（意訳：私のクラスメイトET）のタイトルで、2003年5月21日から同年7月18日までに翡翠台で毎週月曜、水曜、金曜の17:05 - 17:35（現地時間）に放送。
- スペインでは、K3とTelemadridで『Taro el extraterrestre』（意訳：太郎エイリアン）というタイトルで放送。
- その他、ドイツやフィリピンでも様々な地域で放送されている。

## ゲーム
うちゅう人田中太郎で RPGツクールGB2
2001年7月20日にゲームボーイカラー専用ソフトとして株式会社エンターブレインから発売。『うちゅう人田中太郎』を題材としたRPGツクール。
この漫画のキャラクターが活躍するRPGを制作することができるほか、彼らによる初心者向けのチュートリアルやタカシが主人公のサンプルゲームも用意されている。数あるツクールシリーズの中でも、このように「特定の原作を持つ製品」というのは極めて珍しい。「うちゅう人田中太郎」と銘打ってはいるが、ファンタジーRPGを制作することができるという点では他のRPGツクールとさほど変わらない。